# Großblütige Thunbergia
Die Großblütige Thunbergia (Thunbergia grandiflora) ist eine Pflanzenart aus der Familie der Akanthusgewächse (Acanthaceae). Sie stammt ursprünglich vom indischen Subkontinent, wird oft als Zierpflanze verwendet und ist in einigen Gebieten eine invasive Pflanze.

## Beschreibung

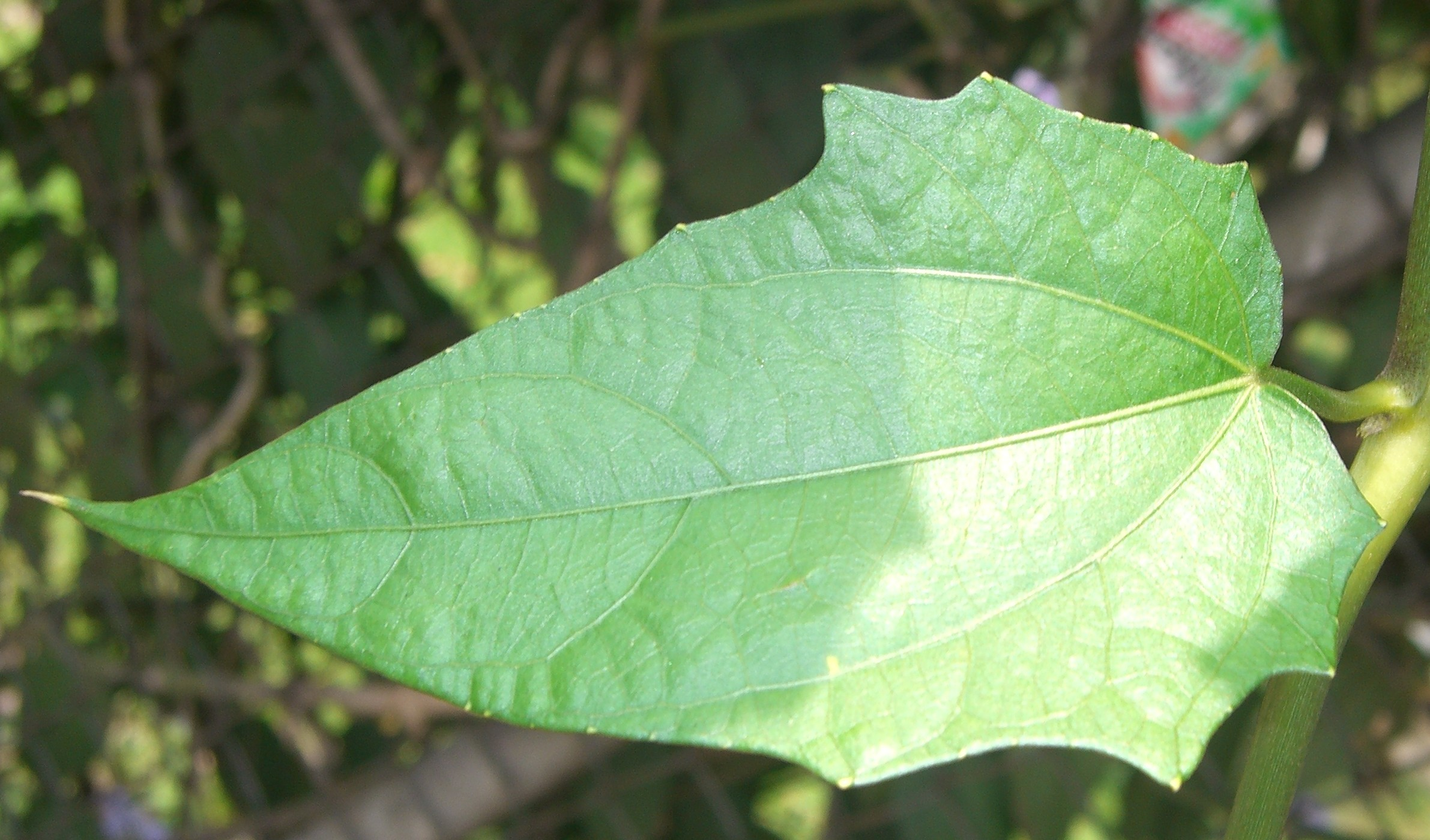
Einfaches Laubblatt

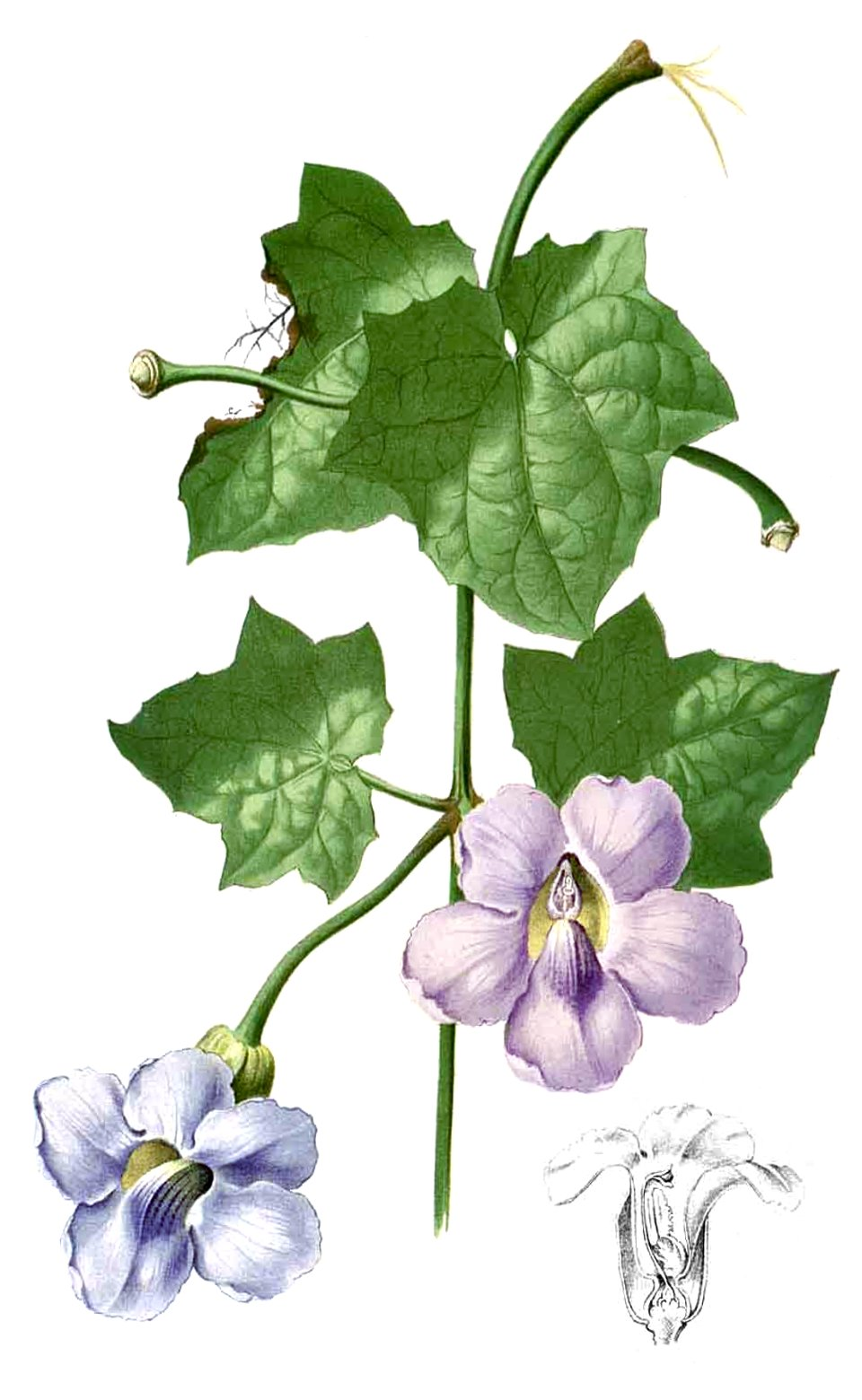
Illustration

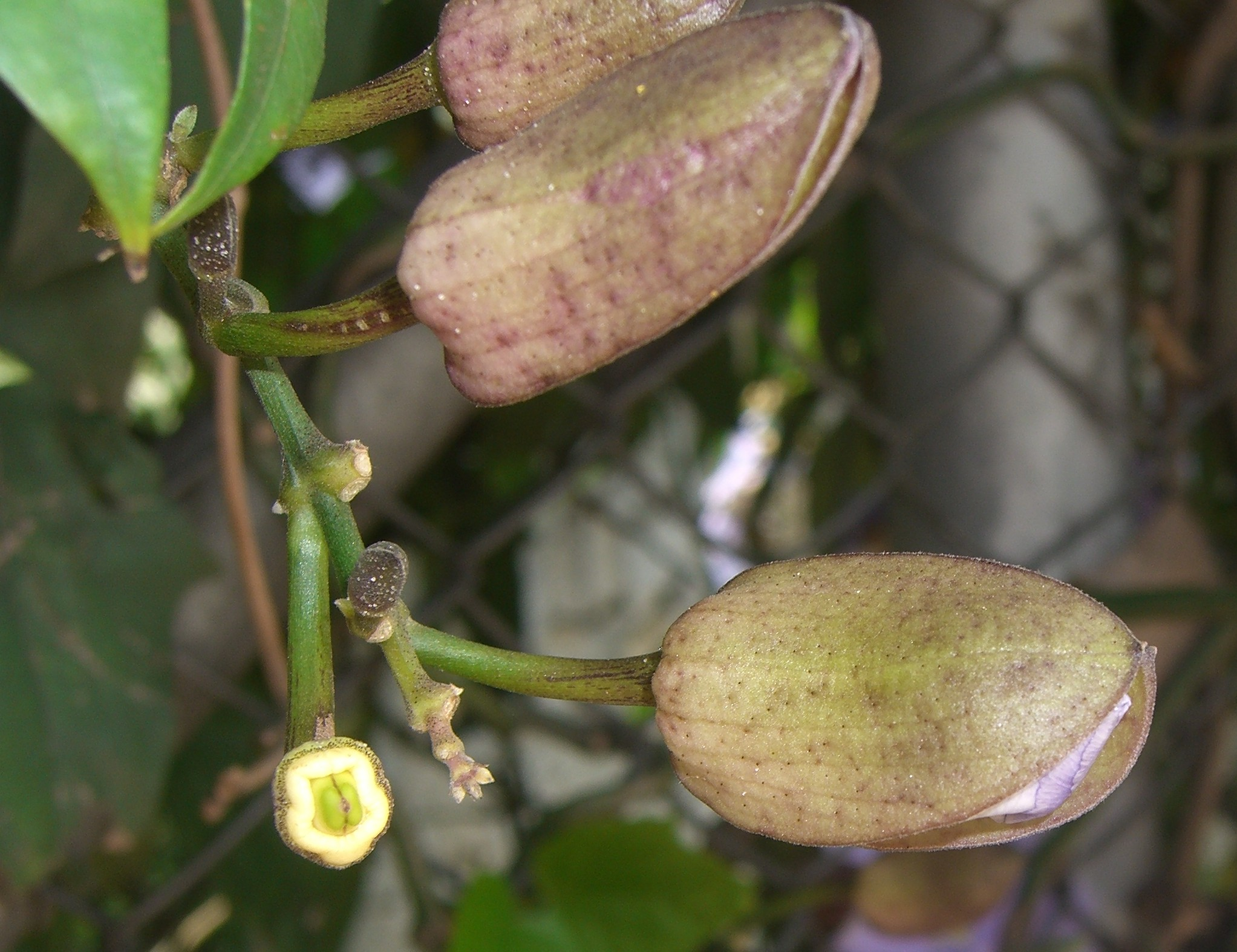
Die zwei Deckblätter umhüllen die Blütenknospe

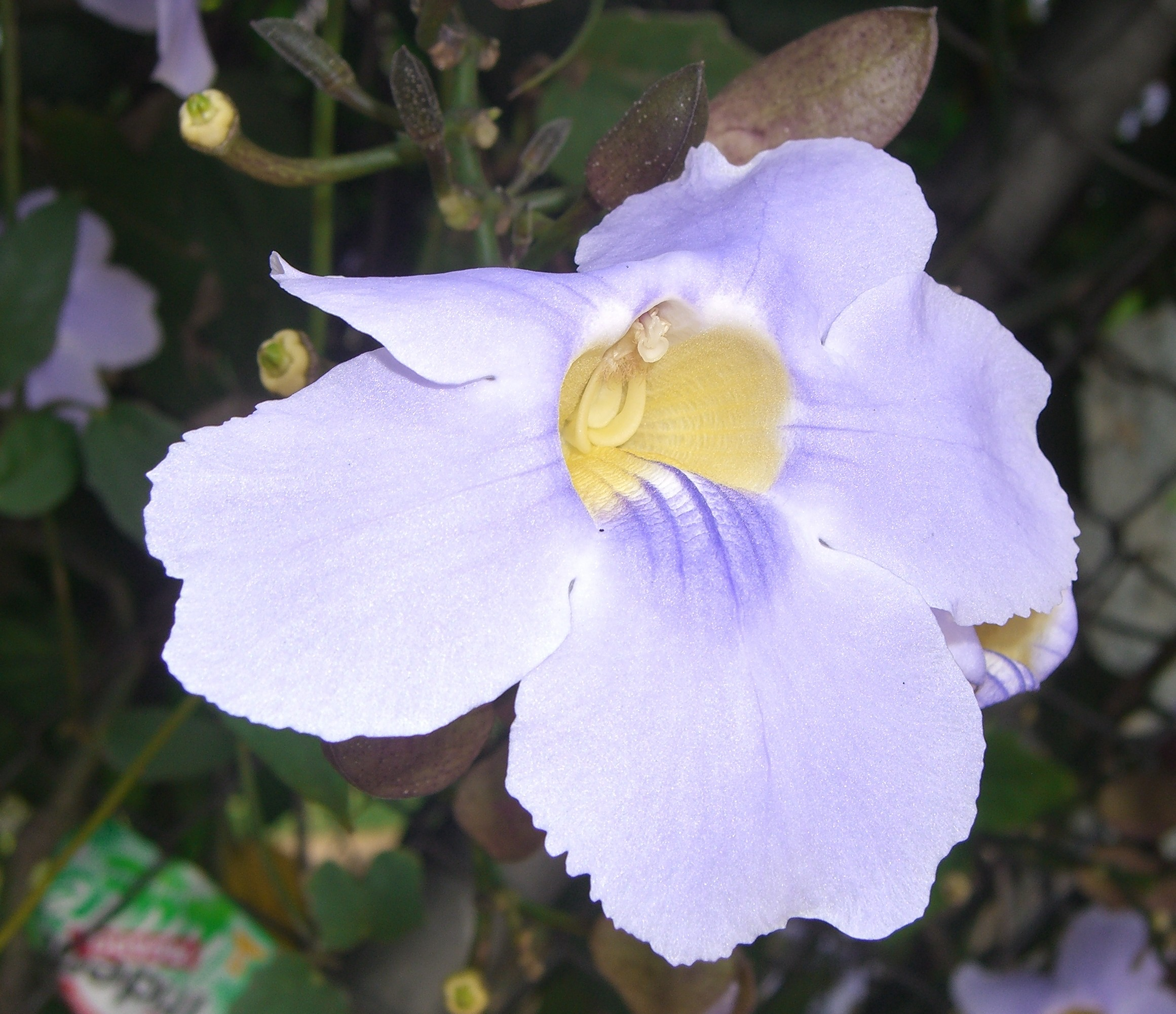
Zygomorphe Blüte

### Erscheinungsbild und Blatt
Thunbergia grandiflora ist eine kletternde, ausdauernde krautige Pflanze. Die vierkantige Sprossachse ist bei jungen Pflanzen striegelig behaart und die Basis kann verholzen und erreicht Wuchslängen von 20 Metern oder mehr. Das Wurzelsystem breitet sich mit tiefen, dicken bis knolligen Pfahlwurzeln aus
Die gegenständig angeordneten Laubblätter sind in Blattstiel und -spreite gegliedert. Der Blattstiel ist 2 bis 6 Zentimeter lang. Die einfache, raue und pergamentartige Blattspreite ist bei einer Länge von 6 bis 20 Zentimeter und einer Breite von 3 bis 14 Zentimeter ei-, herzförmig bis dreieckig mit stumpfer bis herzförmiger Spreitenbasis und zugespitztem oder spitzem oberen Ende. Unterhalb der Spreitenmitte ist der Blattrand manchmal ganz, sonst oft grob gelappt oder gezähnt. Die Nervatur ist handförmig.

### Blütenstand und Blüte
Die Blüten stehen an 1 bis 8 Zentimeter langen Blütenstielen, einzeln oder paarig, achselständig sowie in endständigen, wenigblütigen Trauben. Ihre zwei großen, bis zu 3,5 Zentimeter langen, eiförmigen bis länglichen Deckblätter sind teilweise verwachsen und meist zugespitzt oder manchmal stumpf; sie sind dicht fein behaart und rau. Sie besitzen dunkle, exraflorale Nektarien.
Die zwittrigen und gestielten Blüten sind zygomorph und fünfzählig mit doppelter Blütenhülle. Der kleine, verwachsene und gestutzte Kelch ist dicht behaart. Die bis zu 8 Zentimeter messende, glockenförmige, kahle, an der Basis verschmälerte Blütenkrone mit kurzen Lappen ist lila, manchmal ist sie auch bläulich mit einem weißen oder gelben Zentrum; nur in Ausnahmefällen ist die Krone weiß. Die behaarten Staubbeutel der kurzen Staubblätter sind gespornt. Der Fruchtknoten ist oberständig und die Narbe ist zweilappig. Es ist ein Diskus vorhanden.

### Frucht und Samen
Die ledrige, zweifächerige Kapselfrucht ist bei einem Durchmesser von etwa 1,5 Zentimeter kugelig, läuft an ihrer Spitze in einem 2 bis 5 Zentimeter langen Schnabel aus und besitzt normale Haare sowie kurze Drüsenhaare. Die bis zu 1 Zentimeter langen, flachen Samen sind auf einer Seite skulptiert.

### Chromosomenzahl
Die Chromosomenzahl beträgt 2n = 56.

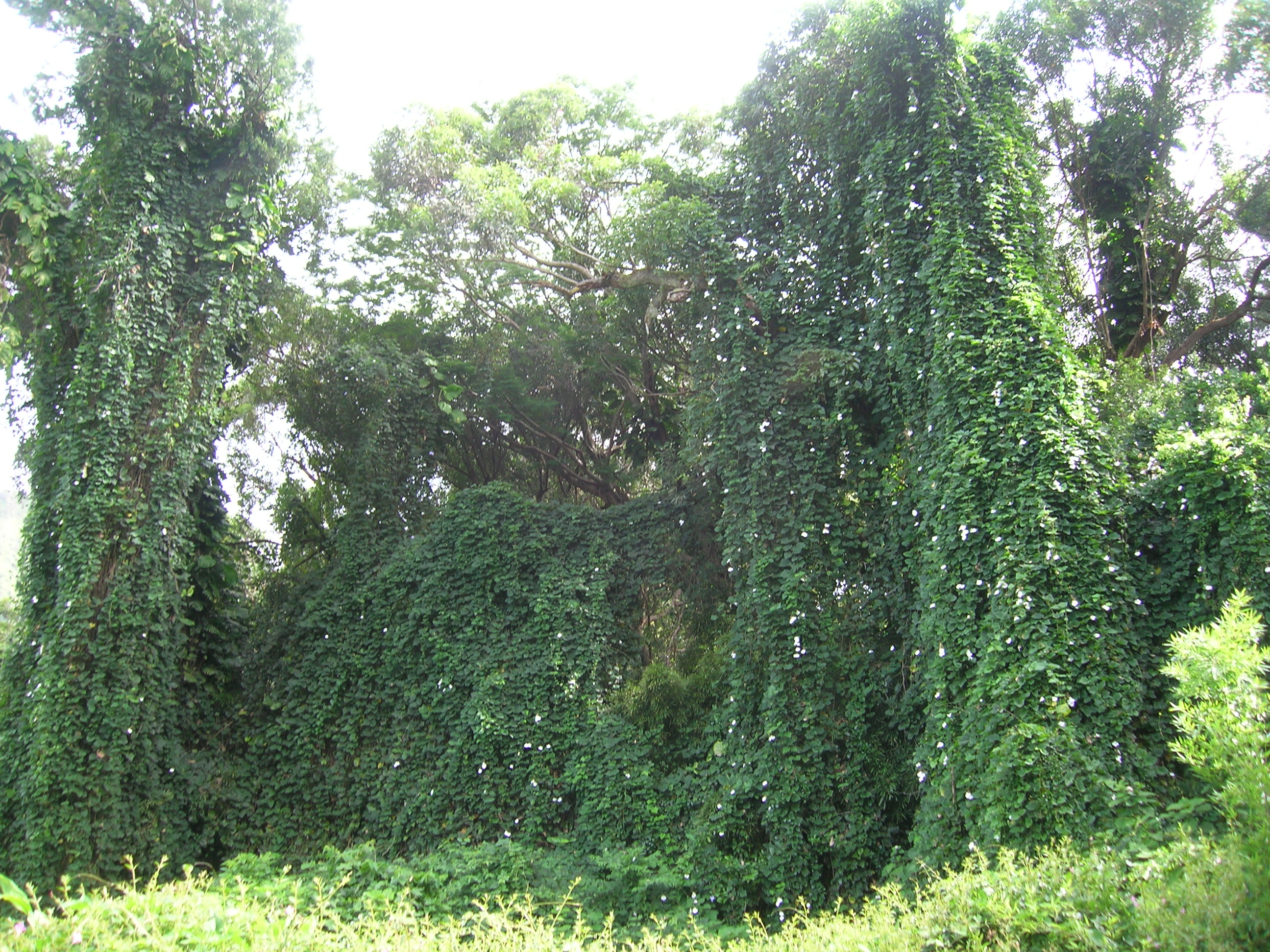
Die Großblütige Thunbergia als invasive Pflanze in Hawaii

## Verbreitung und Trivialnamen
Thunbergia grandiflora ist ursprünglich auf dem indischen Subkontinent vom nordöstlichen Indien bis Bangladesch und in Bhutan, Nepal sowie Myanmar verbreitet. Thunbergia grandiflora wird in allen tropischen Gebieten der Welt als Zierpflanze kultiviert und verwildert leicht. 

## Taxonomie
Thunbergia grandiflora wurde 1820 von William Roxburgh in Edwards' Botanical Register Band 6 Seite 6 erstbeschrieben.

## Trivialnamen
In Australien wird sie Blue Trumpet Vine genannt. Auf Puerto Rico gibt es die Trivialnamen Fausto und Pompeya.